# José Bonifácio
José Bonifácio è un comune del Brasile nello Stato di San Paolo, parte della mesoregione di São José do Rio Preto e della microregione omonima.
Nel 2010 l'amministrazione comunale ha conferito la cittadinanza bonifaciana alla cantante folk Inezita Barroso.